# Gonzalo Queipo de Llano
Gonzalo Queipo de Llano y Sierra (Tordesillas, 5 febbraio 1875 – Siviglia, 9 marzo 1951) è stato un generale spagnolo.

## Biografia
Generale di brigata nel 1923, nel 1933 fu nominato direttore Generale dei Carabineros.
Il 18 luglio 1936, allo scoppio della Guerra Civile Spagnola s'impadronì della città di Siviglia, e di lì di gran parte dell'Andalusia, tanto da venire soprannominato El Virrey de Andalucía (il viceré d'Andalusia).
Queipo de Llano aveva aderito al governo repubblicano, e proprio per questo nel 1936 era Comandante Generale della II Regione Militare, l'Andalucia per l'appunto. Si unì al colpo di Stato nazionalista quasi di sorpresa, e questo fattore sorpresa rese possibile la presa di Siviglia (una città di oltre 300 000 abitanti in gran parte repubblicani) da parte di pochi uomini. Il suo unirsi al golpe fu spiegato dai più con la convinzione di Queipo che il governo repubblicano stesse scivolando verso il marxismo.
Nell'agosto 1936 fu chiamato a far parte della Giunta di difesa nazionale, il governo militare che governava le zone sotto controllo dei nazionalisti.
La situazione volse definitivamente a favore di Queipo, con l'arrivo dall'Africa, grazie all'aviazione legionaria inviata da Mussolini, della cavalleria mora comandata dal colonnello Yagüe Blanco.
Strumento importantissimo nella presa del potere a Siviglia e nel Resto dell'Andalucia (e anche in parte dell'Estremadura) fu la radio. Celeberrime e famigerate divennero le "charlas radiofonicas" del generale Queipo che dal 18 luglio 1936 al 30 gennaio 1938 furono trasmesse da Radio Sevilla.
Via Radio il generale Queipo dichiarava di avere assunto tutto il potere civile e militare in questa o quella città, invitava le mogli dei "rossi" di questo o quel villaggio andaluso a vestirsi a lutto perché il giorno dopo le sue truppe avrebbero preso il villaggio, dettava l'agenda politica, ma si scagliava anche contro i suoi avversari politici. Questa caratteristica affibbiò all'alto ufficiale il nomignolo di general de radio (generale radio).
Il 30 gennaio 1938 quando la Junta Tecnica del Estado si convertì in Governo della Spagna Nazionale, Queipo pronunciò il suo ultimo discorso radiofonico.
Dei contrasti con Franco portarono, una volta finita la guerra, Queipo de Llano lontano da Siviglia, per lo più in missioni onorifiche all'estero, la più significativa delle quali a Roma durante la II Guerra Mondiale.
Queipo de Llano morì a Siviglia il 9 marzo 1951 e fu sepolto nella Basilica della Macarena. Gli fu intitolato l'aeroporto della capitale Andalusa.
Il corpo del generale è stato riesumato il 3 novembre 2022, in seguito all'attuazione della Legge della Memoria Democratica (2022).